# Degalmadi, Chincholi
Degalmadi là một làng thuộc tehsil Chincholi, huyện Gulbarga, bang Karnataka, Ấn Độ.